# Çarshovë
Çarshovë là một xã trong quận Përmet thuộc hạt Gjirokastër, Albania. Dân số năm 2005 là 1577 người.